# San Giacomo in Orreu
San Giacomo in Orreu, även benämnd Sancti Iacobi in Horrea, var en kyrkobyggnad i Rom, helgad åt den helige aposteln Jakob. Kyrkan var belägen i närheten av Via Marmorata i dåvarande Rione Ripa, nuvarande Rione Testaccio. Tillnamnen ”Orreu” och ”Horrea” syftar på Horreum Galbae, ett stort horreum, beläget i området.
San Giacomo in Orreu var en av många mindre kyrkobyggnader i nuvarande södra Rione Ripa och norra Rione Testaccio. Dess första dokumenterade omnämnande återfinns i en bulla, promulgerad av påve Honorius III år 1220; den benämns ”Sancti Iacobi in Horrea” och uppräknas bland filialerna till församlingskyrkan San Gregorio al Clivo Scauri. I Il Catalogo di Torino från cirka 1320 benämns kyrkan ”Ecclesia sancti Jacobi in Orreu non habet servitorem”, det vill säga att den saknar tjänare. Ferruccio Lombardi drar av denna upplysning slutsatsen att kyrkan redan då var övergiven.

## Omnämningar i kyrkoförteckningar
| Katalog               | År         | Benämning                       |
| --------------------- | ---------- | ------------------------------- |
| Il Catalogo Parigino  | cirka 1230 | s. Iacobus in Cerea             |
| Il Catalogo di Torino | cirka 1320 | Ecclesia sancti Jacobi in Orreu |